# 胡适故居
30°07′26″N 118°26′05″E / 30.12389°N 118.43472°E
胡适故居位于中国安徽省绩溪县上庄镇上庄村，1998年5月4日公布为第四批安徽省文物保护单位，2013年3月5日，胡适故居和胡适私塾、胡传旧居、胡寿基宅、敦履堂、胡开文旧居、胡恒德祖屋，共7座建筑，作为上庄古建筑群的子项目，被列为第七批全国重点文物保护单位。。
胡适故居由胡适之父胡传（胡铁花）建于1897年，前后两进。